# Phản xạ chịu đực
Phản xạ chịu đực hay còn gọi là phản xạ chịu nhảy (Lordosis behavior) là một tư thế cơ thể mang tính phản xạ tự nhiên, thể hiện trạng thái sẵn sàng giao phối (tiếp nhận sự thâm nhập của cơ quan sinh dục đực) khi được kích thích hoặc tiếp xúc, cọ xát. Phản xạ này xảy ra ở hầu hết các động vật có vú bao gồm động vật gặm nhấm, voi và mèo thuộc giống cái. Trong một số trường hợp nó còn gọi là phản xạ giao phối, phản xạ đứng yên (trạng thái mê ì), phản xạ lệch đuôi, phản xạ võng lưng (bent backward). Tương ứng với con đực, hành vi động dục với con cái được gọi là nhảy đực (nhảy chồm đè lên lưng con cái).
Hành vi theo phản xạ này là một phần trong chuỗi các phản xạ giao phối ở động vật trong hành vi tình dục ở động vật, là kết quả của một loạt các biến đổi sinh lý phức tạp diễn ra trong chu kỳ động dục hay tại thời điểm quan hệ. Các đặc điểm chính của hành vi này là tư thế hạ thấp chân trước nhưng với các chi phía sau mở rộng và hông nâng lên, vòm bụng của cột sống được nâng lên, đuôi vén lên và lệch sang một bên của con cái. Trong quá trình phản xạ chịu đực, cột sống của con cái sẽ cong về phía sau sao cho đỉnh của nó hướng về phía bụng để việc tiếp dẫn vật chất sinh sản (tinh dịch) được thuận lợi nhất.

## Đại cương
Phản xạ sinh dục nói chung là loại phản xạ nhanh, đặc biệt là các phản xạ có liên quan tới quá trình phối giống. Một hưng phấn mạnh khi xuất hiện thì nó ức chế các phản xạ khác để tập trung hưng phấn, làm cho con vật trở nên phấn chấn. Khi hưng phấn cao độ thì khả năng phân tích tổng hợp để phân biệt thật giả bị kém hiệu năng, thêm vào đó sự ham muốn giao phối. Vỏ não của gia súc nói chung đã phát triển, nhưng nó chưa đủ để có được những hành vi tế nhị. Bản chất của các phản xạ sinh dục là phản xạ không điều kiện cho nên nó bền vững, ở con đực có nghĩa là khi nào hội để được điều kiện gây hưng phấn ở thụ quan nằm ở quy đầu của dương vật là phản xạ phóng tinh thực hiện, còn ở con cái là các dấu hiệu bồn chồn, thích gần con đực và phản xạ đứng yên, chịu cho con khác nhảy lên.
Đối với con cái thì phản xạ chịu đực được tạo từ những thay đổi phức tạp trong não, được kiểm soát bởi các hoocmon ở vùng dưới đồi được kích hoạt bởi các kích thích chạm vào sườn, mông, đuôi hoặc đáy chậu và được hỗ trợ bởi kích thích âm đạo và bởi pheromone tình dục. Phản xạ chịu đực là một hành động phản xạ khiến nhiều động vật có vú (không kể linh trưởng) chấp nhận một tư thế cơ thể màng thường mang ý nghĩa quan trọng đối với hành vi sinh sản. Tư thế di chuyển nghiêng xương chậu theo hướng trước với xương chậu sau nhô lên, phía dưới nghiêng về phía sau và phía trước hướng xuống dưới sẽ hỗ trợ trong giao cấu khi nó nâng cao hông, vén đuôi lệch sang bên do đó tạo điều kiện cho dương vật thâm nhập và tinh trùng được rót vào tử cung nhanh hơn, không trào ra. Nó thường được thấy ở động vật có vú giống cái trong thời kỳ động dục (phát dục).

## Một số loài

### Ở bò

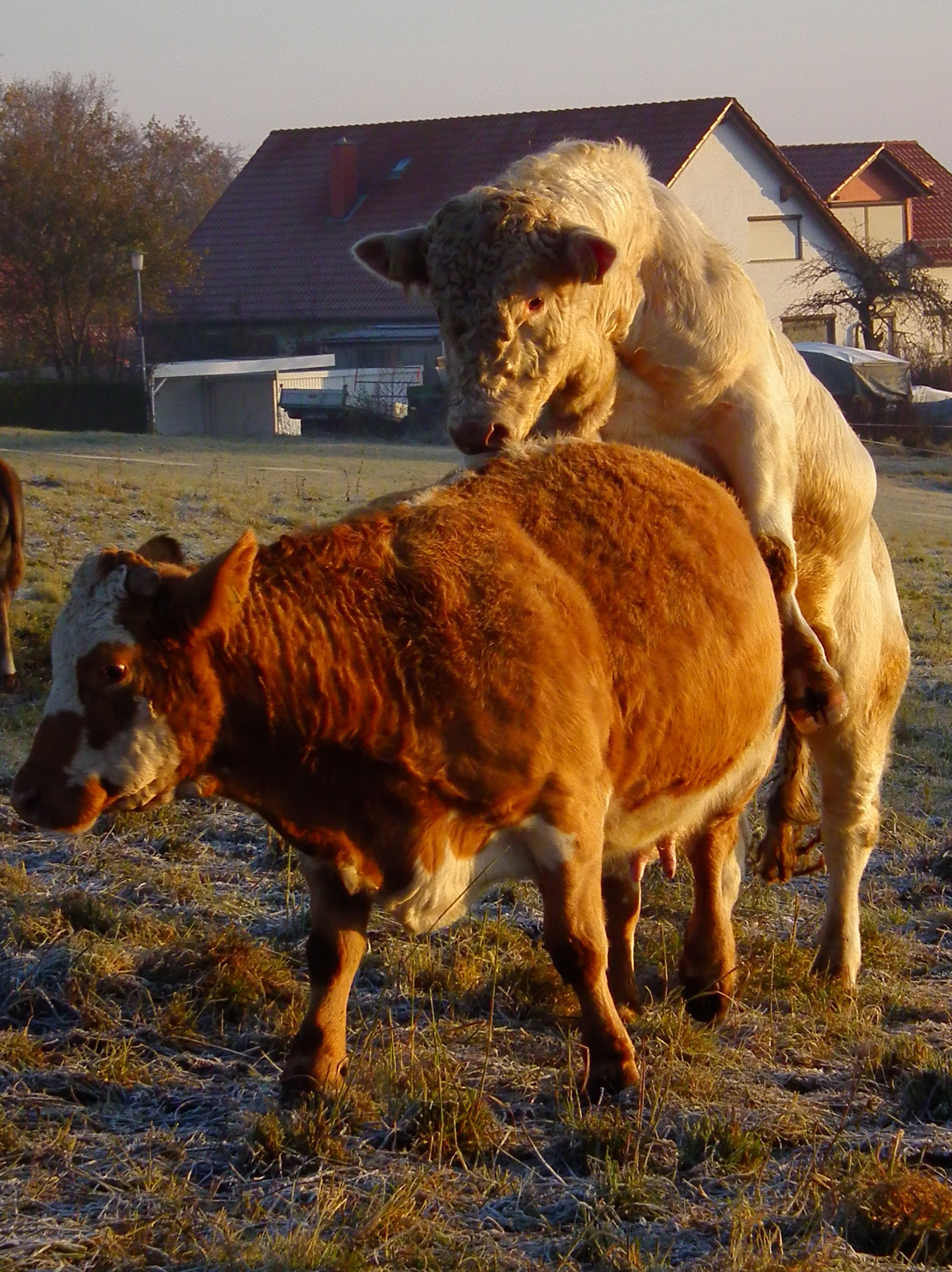
Cận cảnh việc giao phối ở bò

Động dục (hay còn gọi là lên giống) là thời điểm bộ máy sinh dục của bò cái sẵn sàng tiếp nhận tinh trùng, rụng trứng và mang thai. Thời gian động dục thường kéo dài 24-48 giờ. Khi bò động dục, bò cái thường có một số biểu hiện như: bỏ ăn, kêu rống, nhớn nhác, ngửi con bò khác, từng lúc đuôi phe phẩy, để bò khác nhảy chồm lên lưng nó. Âm hộ sưng đỏ, chảy nước nhờn. Có thể chia chu kỳ động dục của bò sữa làm 3 giai đoạn:
- Giai đoạn trước chịu đực: Trong giai đoạn này bò sữa thường có các biểu hiện như ngửi, hít các bò khác, nhảy chồm lên con khác nhưng không chịu cho bò khác nhảy chồm lên lưng nó. Đây là một dấu hiệu quan trọng để phân biệt khi bò động dục thật sự, bồn chồn hiếu động, âm hộ hơi ướt bóng, đỏ và hơi sưng (đôi khi ra dịch nhầy nhưng không dính, loãng), giai đoạn này thường kéo dài khoảng 3-8 giờ. Ngoài ra, nếu con ở dưới đứng yên thì bản thân con đó đang lên giống, nếu con dưới chạy thì con nhảy lại là con lên giống, có trường hợp cả hai con đều lên giống.
- Giai đoạn chịu đực: Giai đoạn này bò cái thường có biểu hiện như hiếu động nhiều hơn, kêu rống, âm hộ ướt bóng, đỏ và bớt sưng hay són đái, ra dịch nhầy trong suốt và keo đặc; dính. Biểu hiện quan trọng nhất để chọn thời điểm phối tinh thích hợp là phản xạ đứng yên tức là chịu cho bò khác nhảy chồm lên lưng nó. Giai đoạn này thường kéo dài từ 6-18 giờ.
- Giai đoạn sau chịu đực: Trong giai đoạn này, bò cái đã không còn phản xạ đứng yên nhưng những con bò đục thì vẫn còn nhảy lên con bò khác, dịch nhầy vẫn còn ra và thường sau 1-2 ngày có thể quan sát thấy máu lẫn trong niêm dịch. Giai đoạn này thường kéo dài khoảng 12 giờ. Trong chăn nuôi, giai đoạn này được xem là giai đoạn nghỉ ngơi thư giãn sau giao phối

Đối với bò nuôi chăn, thả, không cầm cột thì thời điểm phối giống tốt nhất là khi bò có phản xạ đứng yên (chịu đứng yên cho bò khác nhảy lên). Theo kinh nghiệm thực tế, có thể quan sát tình trạng dịch nhầy để chọn thời điểm phối giống. Khi dịch nhầy keo đặc lại (kéo dài như chiếc đũa) thì phối tinh là tốt nhất. Thông thường khi bò động dục vào lúc sáng sớm thì phối tinh vào buổi chiều cùng ngày, bò động dục vào buổi trưa hoặc chiều thì phối tinh vào buổi sáng ngày hôm sau.

### Ở lợn

Cảnh chịu đực ở lợn nái

Lợn là loại động vật khá mắn đẻ, chúng có thể động dục hàng tháng suốt quanh năm chứ không theo mùa nào như nhiều loài lợn hoang dã khác. Triệu chứng động dục của lợn cái: Trước ngày động dục lợn đi lại nhiều, có biểu hiện hưng phấn, thích cà khịa con khác và có hiện tượng nhảy lên lưng con khác, ăn ít, âm hộ bắt đầu tăng sinh. Thời gian động dục kéo dài 2-3 ngày và cũng được chia làm 3 giai đoạn: 
- Giai đoạn động dục: thường kéo dài 6-16 giờ có các triệu chứng như kêu, đi lại nhiều, tìm kiếm con đực, thích gần con đực, nhưng chưa cho con đực nhảy, bỏ ăn, âm hộ xung huyết màu hồng tươi. Biểu hiện động dục ở lợn nái vào ngày động dục thứ nhất thì lợn nái đi lại kêu rít muốn nhảy ra khỏi chuồng, lợn nái kém ăn hoặc bỏ ăn, phá máng, nếu sờ vào nó nó sẽ né tránh, bỏ chạy. Âm hộ sưng mọng, đỏ hồng, căng bóng. Nước nhờn chảy ra ngoài âm hộ lỏng, trong và chưa keo dính.
- Giai đoạn chịu đực: Kéo dài từ 12-20 giờ và thường vào cuối ngày thứ nhất và sáng sớm ngày hôm sau: Giai đoạn này thường có những biểu hiện như ít đi lại, lợn mẹ đứng ì khi con đực nhảy lên mình nó, mắt lim dim, âm hộ từ màu hồng tươi chuyển sang màu hồng nhạt và sỉu lại (thâm lại). Vào ngày động dục thứ hai, lợn nái ở trạng thái yên tĩnh hơn, ít kêu rít, thỉnh thoảng nhảy lên lưng con khác, nhưng chưa chịu đứng im khi con khác nhảy lên lưng. Đến chiều, trạng thái yên tĩnh càng rõ nét hơn và chịu cho con khác nhảy lên lưng. Khi dùng tay ấn hoặc cưỡi lên lưng lợn, lợn sẽ đứng yên (Trạng thái mê ì).
- Giai đoạn sau chịu đực: Thường kéo dài 4-8 giờ và có các biểu hiện: Đi lại ít, uể oải, nằm nhiều, xa lánh con khác, niêm dịch dính đuôi. Ngày động dục thứ ba thì trạng thái mê ì giảm dần, càng về cuối ngày lợn nái càng không thích gần lợn đực nữa, Âm hộ teo dần trỏ về bình thường, nước nhờn chảy ra ít, màu trắng đục, không dính, đuôi úp che âm hộ.

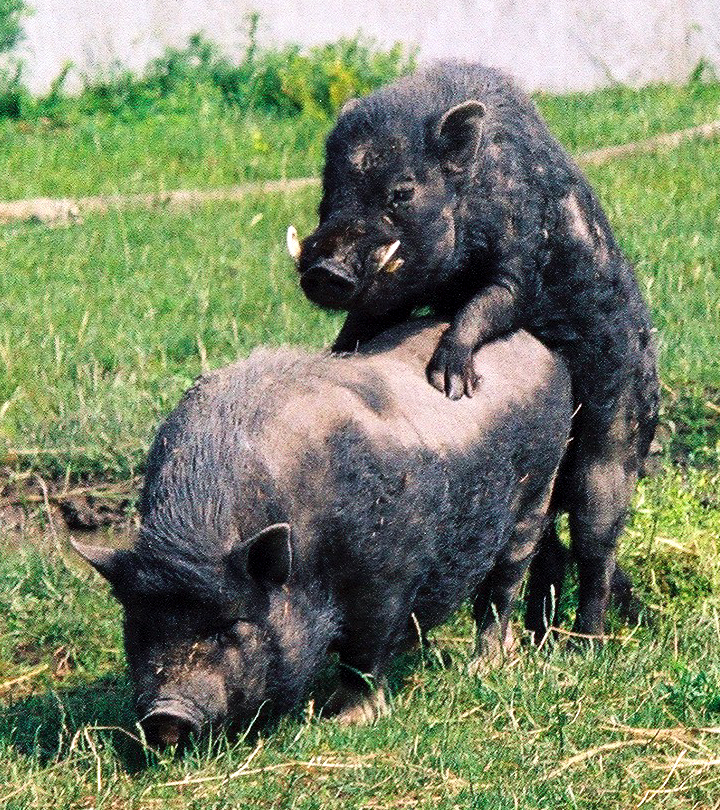
Một đôi lợn đang nhảy đực

Người chăn nuôi cần chú ý đến hiện tượng "động dục giả ở lợn nái". Động dục giả là hiện tượng lợn nái đã có chửa nhưng bên ngoài vẫn có một số biểu hiện lâm sàng giống như những lợn nái phối không chửa và động dục lại. Tuy nhiên chúng ta vẫn có thể phân biệt được giữa "động dục giả" và động dục thật. Lợn động dục giả thường có biểu hiện sau đây: Âm hộ sưng đỏ, có hoặc có rất ít dịch nhờn chảy từ âm hộ nhưng không biểu hiện phản xạ chịu đực, thời gian động dục ngắn (1–2 ngày) chứ không kéo dài từ 3–7 ngày như động dục bình thường.
Chu kỳ động dục của lợn mán là 21 ngày một lần, vì thế mỗi năm lợn mán có thể đẻ được 2 lứa. Sau khi cho con thôi bú khoảng 1 tuần thì lợn nái lại động dục chính thức và sẵn sàng có lứa phối giống tiếp theo. Mỗi lần động dục, lợn mán cái có thể chịu đực được 3 ngày. Lợn mán cái khi động dục thường biểu hiện thầm lặng hơn lợn nhà. Các dấu hiệu chủ yếu của lợn mán cái là bỏ ăn, thích nhảy lên lưng con khác, đi lại nhiều và tỏ vẻ ngóng đợi. Những con lợn trong thời gian động dục khi bị con khác nhảy lên lưng sẽ không kêu la và đứng yên.
Khi con lợn đang động dục còn có những dấu hiệu nhảy lên lưng con khác và có phản xạ giao phối giống con lợn đực. Lợn mán chỉ động dục trong 3 ngày, trong ngàu đầu động dục thì âm hộ lợn bị sưng đỏ, cửa âm hộ có nước nhờn loãng. Nhưng đối với những con lợn mán đã sinh con rồi thì âm hộ chỉ ửng hồng, không sưng nhưng vẫn có nước nhờn chảy ra. Ngày thứ 2, âm hộ lợn mán bớt sưng hơn từ màu đỏ chuyển sang màu tím tái, dịch nhờ sẽ keo đặc hơn. lợn sẽ đi đứng không yên, có vẻ bồn chồn cao độ. Khi lợn nằm thì ấn vào mông thì lập tức lợn sẽ đứng lên, vểnh tai và vểnh đôi lên. Đây là thời điểm thích hợp nhất đẻ phối giống cho lợn mán cái.
Ơ lợn rừng, những con lợn rừng nuôi cái hậu bị khi phát hiện động dục chỉ động dục trong 2-3 ngày, và thông thường là 3 ngày. Trong ngày đầu động dục, âm hộ lợn sưng đỏ, cửa âm hộ có dịch nhờn loãng, hay nhảy lên lưng lợn khác và có phản xạ giao phối như con đực, khi có lợn đực hoặc mùi lợn đực thì con cái mới kêu rên thành tiếng. Ngày tiếp theo, âm hộ lợn cái bớt sưng, chuyển từ màu đỏ hồng sang màu tím tái, dịch nhờn keo đặc hơn. Trạng thái đi đứng không yên, bồn chồn cao độ. Khi lợn nằm hoặc đứng, ấn mông là lợn sẽ đứng yên và vểnh đuôi sang một bên. Đây là thời điểm phối giống tốt nhất cho lợn nái. Sau giai đoạn mê ì ở ngày thứ hai, tuy lợn rừng cái vẫn còn những biểu hiện động dục nhưng cường độ yếu hơn và có thể không cho lợn đực phối.

### Ở chó

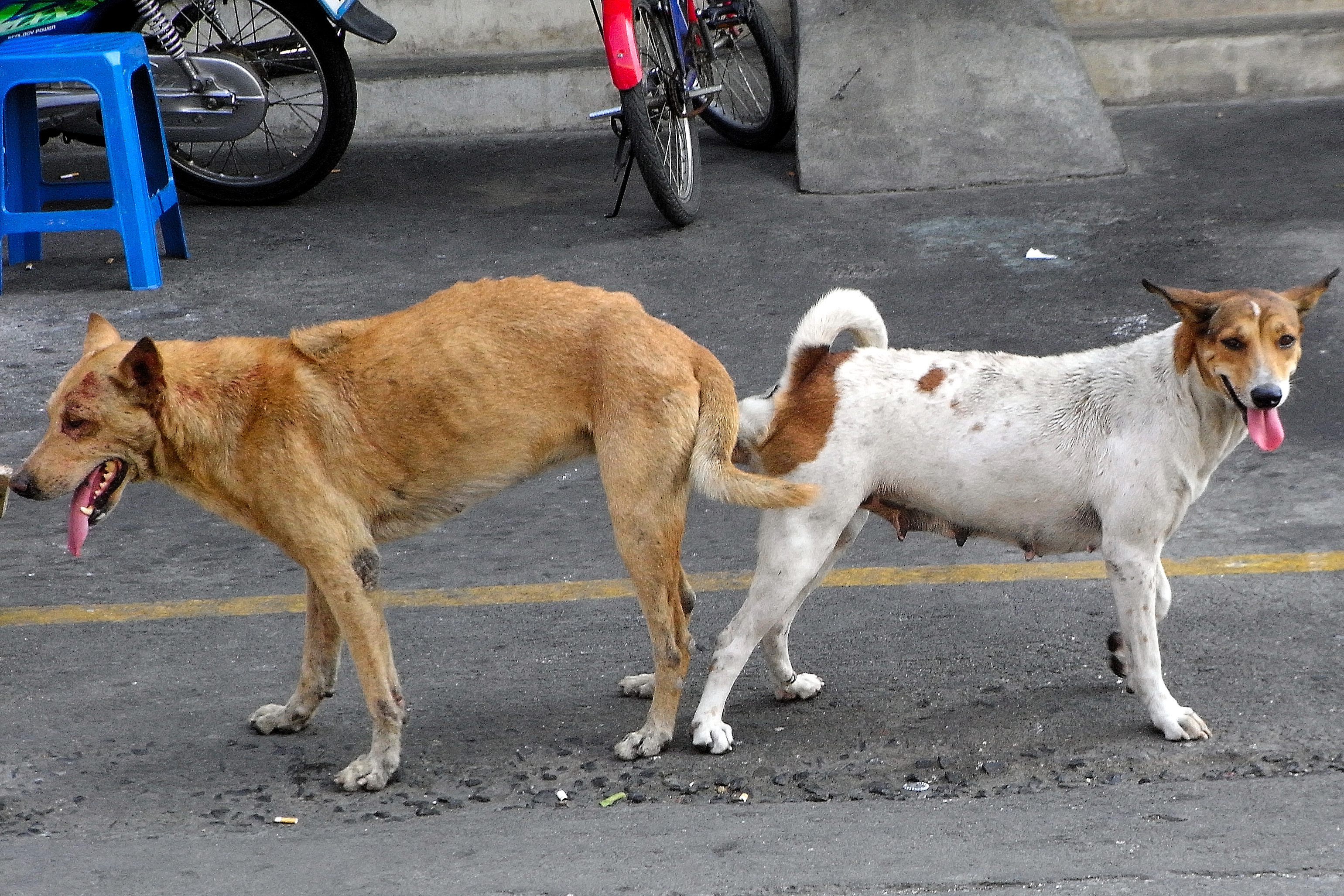
Hai con chó đang giao phối

Kỳ động dục cúa chó cái có biểu hiện có thể nhận thấy qua kiểm tra như hộ sưng to và có chất nhờn chảy ra, bộ lông dầy óng ả (sau khi đã thay lông, tức là nếu chó đang thay lông là sắp động dục), quấn người và đồng loại hơn. Trong giai đoạn này, chó thay lông để có bộ lông óng ả hơn. Hoạt bát và nhanh nhẹn, cặp mắt trong sáng, thích gần gũi, quấn quýt với người và đồng loại hơn. Chó rất thích gần chó đực hoặc quấn quýt với người, nhất là đối với nam giới (vì hóc môn sinh dục giữa người và động vật tương tự nhau).
Dựa vào biểu hiện nhảy lên chân người và nhảy lên đồng loại, cần thử phản xạ chịu đực của nó bằng cách dùng tay ấn nhẹ vào phần giữa đuôi và âm hộ, chó đứng yên và trông có vẻ kích thích, thì nó chịu phối giống và chúng có phản xạ chịu đực khi dùng tay kích thích, chó đứng im, cong đuôi hoặc lệch đuôi về một phía (có thể cho tiếp xúc với chó đực khác để kiểm tra độ chịu đực). Phản xạ chịu đực rất rõ rệt khi dùng tay kích thích nhẹ phần dưới đuôi chó đứng im, hoặc mông giật giật, nếu thả tự nhiên chó hay ôm chó khác, bất kể cái đực. Trong phối giống nên kết hợp theo dõi ngày hành kinh và màu máu, độ mềm âm hộ, phản xạ chịu đực.

### Ở mèo

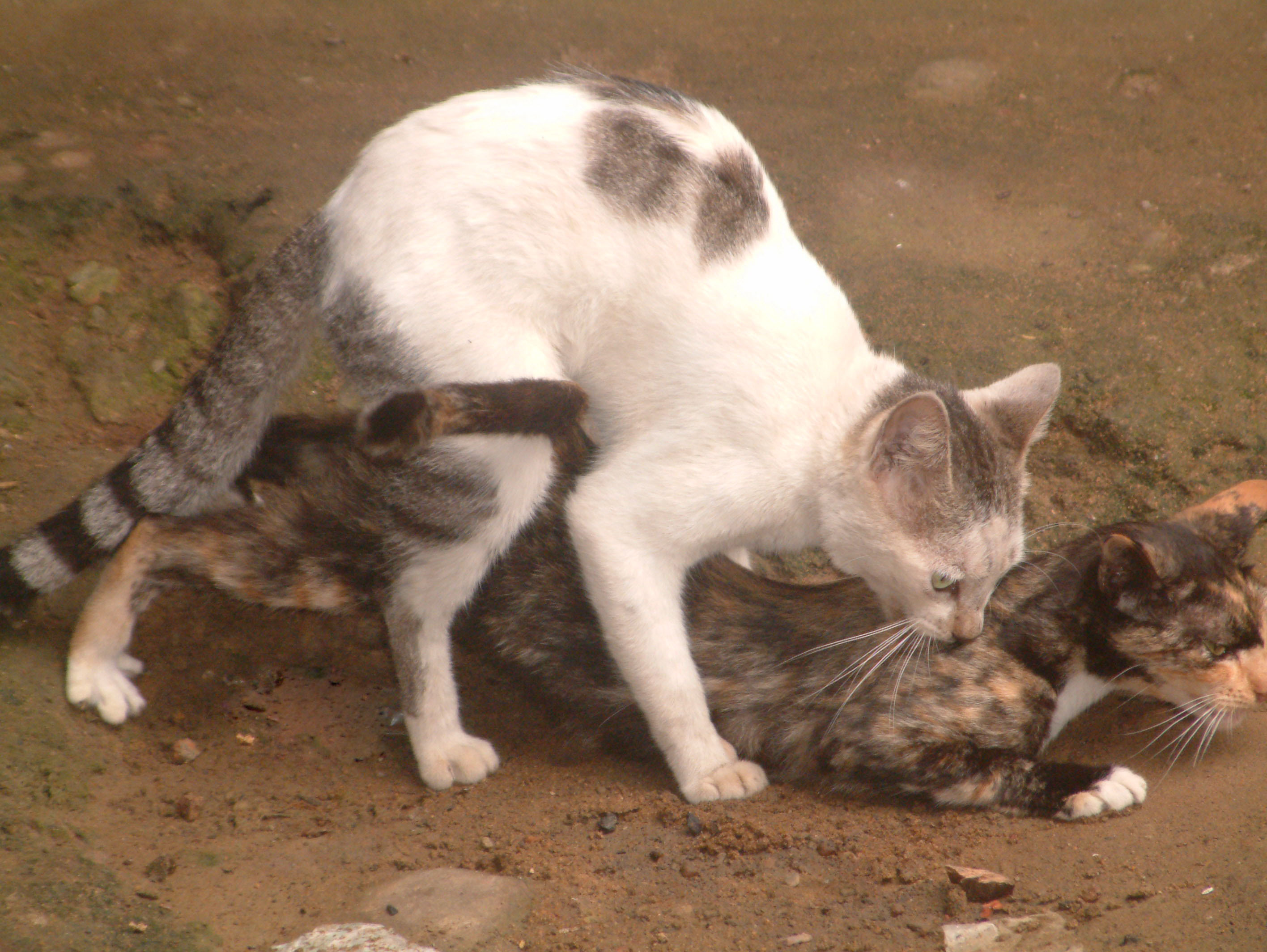
Mèo cái (ở dưới) đang trong tư thế giao phối (chịu đực)

Mèo cái chưa triệt sản sẽ đến thời kỳ động dục, có nghĩa là chúng sẵn sàng giao phối, mỗi 3-4 tuần một lần. Cơ quan sinh dục có hiện tượng chảy máu. Chúng thường chà xát người vào chủ hoặc đồ vật. Một dấu hiệu mèo sẵn sàng giao phối điển hình là phản xạ lệch đuôi, chỉ cần xoa lưng mèo, đặc biệt ở vùng xương chậu và mông, mèo cái có thể nâng mông lên và nâng đuôi sang một bên. Phản xạ này là cách để mèo đực dễ dàng đưa bộ phận sinh dục vào âm hộ của mèo cái và giao phối, mèo còn có tư thế bò trườn, mèo có thể hạ thấp 2 chân trước xuống mặt đất, đồng thời nâng mông lên, sau đó bò trên sàn nhà ở tư thế này.
Khi chạm vào lưng chúng hoặc gần phần bộ phận sinh dục (phần gốc đuôi), mèo con sẽ nâng mông lên, đuôi xoay sang một bên, nằm trên sàn, hai chân sau thay nhau cử động, điều này cho thấy chúng đã chuẩn bị sẵn sàng tư thế để giao phối. Khi chủ nhân tiếp xúc, vuốt ve mèo ở phần lưng hoặc sát đuôi, mèo sẽ nâng mông lên, đuôi xoay sang một bên, nằm ngay xuống vị trí mèo đang đứng, hai chân thay nhau cử động lên xuống (đây chính là tư thế để con đực đưa bộ phận sinh dục của nó vào trong bộ phận sinh dục của mèo cái, sẵn sàng thực hiện việc giao phối).

### Ở thỏ

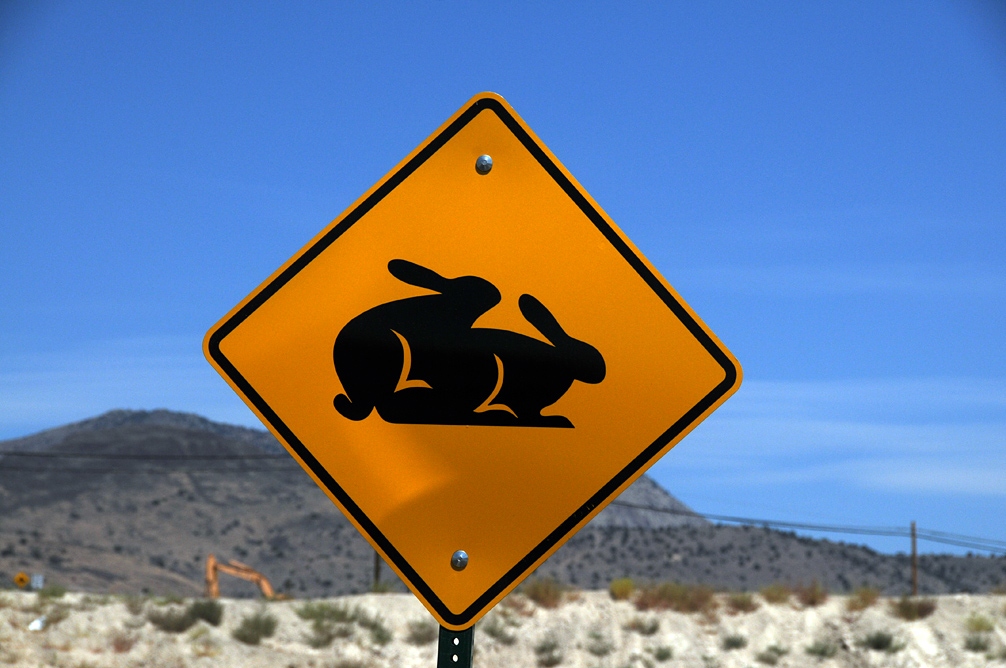
Biển hiệu về cảnh nhảy đực của thỏ

Biểu hiện của thỏ động dục chủ yếu kiểm tra niêm mạc âm hộ của chúng. Bình thường niêm mạc âm hộ của chúng có màu hồng nhạt, nếu động dục thì chuyển sang màu đỏ tươi sưng tấy lên, khi bắt thỏ cái có biếu hiện động dục đến ô chuồng thỏ đực thì chịu đực với việc mông và đuôi cong lên chờ thỏ đực giao phối. Khi niêm mạc âm hộ chuyển sang màu đỏ thắm, tím bầm là kết thúc kỳ động dục, thỏ không chịu đực nữa. Có thể bắt thỏ cái đến lồng thỏ đực xác định, nếu bắt ngược lại thì thỏ đực lạ chỗ khó làm quen với thỏ cái và thỏ cái thường kháng lại thỏ đực.
Khi giao phối, nếu thỏ đực tốt thì đến gần con cái làm quen, ngửi con cái một lát rồi nhảy. Nếu con cái động dục thì chạy quanh lồng mấy vòng rồi dừng lại nâng mông cho thỏ đực nhảy. Khi giao phối được thì con đực co mình ngã lăn cạnh con cái và kêu lên, lông quanh âm hộ bị thấm ướt tinh dịch. Ngược lại, nếu con cái không chịu đực thì cứ chạy trốn rồi nằm áp mông cụp đuôi xuống đáy lồng chi làm mệt con đực. Có một số con cái động dục nhưng do sợ hãi cũng không cho con đực phối, trường hợp đó ta cần kéo con cái ra giữa lồng và luồn tay xuống dưới bụng nhẹ nhàng nâng mông thỏ cái lên cho con đực nhảy. 